# Adolf Behrend

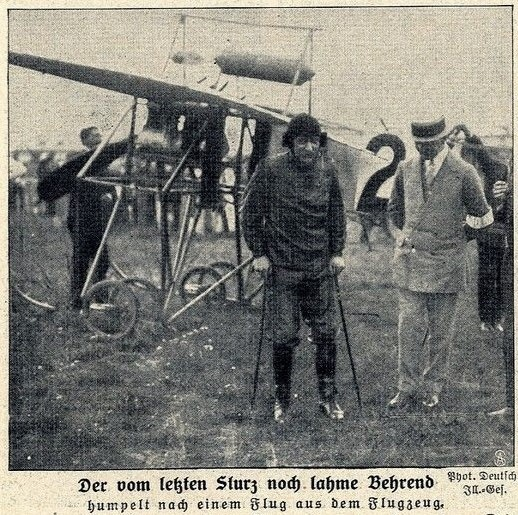
Adolf Behrend (1910, nach einem Absturz)

Adolf Behrend (* 30. September 1869 in Königsberg; † 10. Dezember 1946 in Berlin; Pseudonym Salerno) war ein deutscher Artist und Flugpionier.

## Leben
Adolf Behrend absolvierte nach seinem Schulabschluss eine Lehre in der Tischlerei, in der auch sein Vater arbeitete, begann aber bald eine Karriere als Jongleur und trat in Varietés wie dem Berliner Wintergarten auf. Unter dem Künstlernamen Salerno entwickelte er gemeinsam mit Kara (eigentlich Michael Steiner, 1867–1939) den Gentleman-Jonglier-Stil, in dem der Artist im Smoking mit gewöhnlichen Haushaltsgegenständen jongliert. Er führte neue Requisiten wie den Salerno-Ring ein und experimentierte mit Lichteffekten. So jonglierte er erstmals mit beleuchteten Keulen, die im Flug ihre Farbe wechselten, auf einer abgedunkelten Bühne. Salerno war im letzten Jahrzehnt des 19. und bis in die 30er Jahre des 20. Jahrhunderts ein einflussreicher und international erfolgreicher Varietékünstler.
Adolf Behrend hatte eine kurze Karriere als einer der ersten deutschen Flieger. Am 1. Mai 1910 erwarb er auf dem Flugplatz Johannisthal den Flugschein Nummer 7. Bereits drei Tage früher hatte er den mit 7.000 Mark dotierten zweiten Lanz-Preis der Lüfte gewonnen. Er flog dabei einen Schultze-Herfort-Eindecker der Deutschen Flugmaschinenbau GmbH in Berlin-Rummelsburg. Nach mehreren schweren Unfällen konzentrierte Behrend sich wieder auf seine Arbeit als Varietékünstler.
Elf Monate nach seiner französischen Ehefrau Louise starb er 1946 völlig mittellos und wurde auf dem Friedhof Pankow III beerdigt. Sein Freund King Repp übernahm die Kosten.